# Murmur (DC Comics)
Murmur è un super criminale dell'Universo DC. È uno dei nuovi Nemici che minaccia Flash, e che comparve per la prima volta nell'autoconclusivo Flash: Iron Heights (2001).

## Biografia del personaggio
Il Dottor Michael Amar, una volta un rispettato chirurgo, soccombette alla follia e cominciò una serie di omicidi dediti a fermare le voci che sentiva nella testa. Questa serie di omicidi lo portò a Central City e a Keystone City dove catturò le attenzioni degli agenti di polizia Fred Chyre e Joe Jackman. Successivamente riuscirono a rintracciarlo grazie allo scienziato della polizia scientifica di Central City, Barry Allen. Parte della psicosi di Amar è l'inabilità di fermarsi dal diffondere la notizia dei suoi crimini. A causa di questo sfogo, fu subito arrestato e condannato a morte.
Presto si scoprì che il sangue di Amar era anormale ed immune all'iniezione letale, così che non poterono ucciderlo. Mentre era prigioniero nel Penitenziario di Iron Heights, Amar si recise da solo la lingua e si cucì letteralmente la bocca, così che non avrebbe più potuto incriminarsi. Indossando una stretta maschera di propria invenzione, cominciò a farsi conoscere come Murmur.
Mentre era ospite della prigione, creò un virus che uccise le guardie e parte dei prigionieri, cosa che gli permise di evadere nella conseguente rivolta. Quindi si unì a Blacksmith, che lo aiutò nella creazione del virus, e ai suoi alleati.  Dopo di ciò, si mise in proprio.
Murmur è uno dei criminali controllati da Top nella storia "Rogue War".

### Crisi Infinita
In Crisi infinita n. 1, si può vedere Murmur lavorare a Gotham City al fianco dell'Enigmista, delle Body Doubles e di Fisherman in un attacco omicida agli agenti di polizia di Gotham. Lo si vede nel n. 7 come parte della Società segreta dei supercriminali, con cui partecipa ad un attacco a Metropolis. Un'armata di supereroi riuscirà però a fermare la Società. Murmur si alleò anche con un altro nemico di Batman, Hush, nella miniserie Man-Bat, che prende luogo dopo gli eventi di Crisi Infinita.

### Un Anno Dopo
Un anno dopo gli eventi di Crisi Infinita, Murmur ebbe una sola comparsa a pieno titolo nell'Universo DC. Nei Segreti Sei dello scrittore Gail Simone, è uno dei criminali inviati a ritrovare la carta Esci-Fuori-dall'Inferno-Gratis dal gruppo. L'unica altra apostrofatura del personaggio nella continuità post-Un Anno Dopo avviene sulla testata di un giornale del Central City Citizen dove si nota la notizia della cattura di Murmur da parte della polizia e dal suo incarceramento. Lo si può notare su un muro di casa della famiglia Allen in The Flash: Rebirth n. 1.

## Poteri e abilità
Murmur non ha nessun potere super umano o di natura combattiva. Tutto ciò che ha è una fisiologia mutata al punto da renderlo immune alle tossine e alle malattie del sangue.

## Altri Murmur nell'Universo DC
Un cattivo di nome Murmur comparve nella nuova serie di Supergirl di Peter David (prima comparsa nel n. 33, 1999). Questo Murmur è un demone al servizio del Carnivoro. Ha un aspetto da angelo, la pelle blu scuro ed un'armatura d'oro. Cavalca un grifone dorato e porta con sé una potente lancia dorata.